# Breviceps fichus
Breviceps fichus là một loài ếch trong họ Nhái bầu. Chúng là loài đặc hữu của Tanzania.
Môi trường sống tự nhiên của chúng là đồng cỏ ở cao nhiệt đới hoặc cận nhiệt đới.